# Saint-Pé-de-Bigorre
Saint-Pé-de-Bigorre är en kommun i departementet Hautes-Pyrénées i regionen Occitanien i sydvästra Frankrike. Kommunen ligger i kantonen Saint-Pé-de-Bigorre som tillhör arrondissementet Argelès-Gazost. År 2022 hade Saint-Pé-de-Bigorre 1 150 invånare.

## Befolkningsutveckling
Antalet invånare i kommunen Saint-Pé-de-Bigorre
| Referens: INSEE |